# Боги древних адыгов
Первые списки божеств черкесского (адыгского) пантеона были составлены описателями XIX века и в советский период систематизированы в работах А. Шортанова, М. Мижаева и других авторов по образцу древнегреческого пантеона богов.
Такая классификация зачастую носила искусственный характер, как и возведение культурных героев адыгского (черкесского) эпоса в ранг «богов». Данный подход также игнорировал многочисленные указания на адыгский монотеизм. Однако другой подход в советский период был невозможен, поскольку базировался на тезисе основоположников марксизма о том, что возникновение монотеизма возможно только в условиях создания централизованного государства.
Например, А. Шортанов, с одной стороны, структурируя адыгский политеизм, с другой стороны, в одной из работ попытался в рамках марксизма-ленинизма объяснить феномен существования у адыгов монотеизма. Отвечая Лаврову, он указывал, что адыгский монотеизм может восходить ко времени существования единого древнеадыгского централизованного государства Синдика. Однако Синдика была локальным государственным образованием, по территории и населению значительно уступавшим даже средневековым феодальным черкесским княжествам.
Представляется очевидным[кому?], что «объяснение» Шортановым адыгского монотеизма в рамках марксизма не могло быть успешным ввиду ошибочности постулируемой марксизмом обязательной связи между единобожием и наличием централизованного государства. Известно, к примеру, что политеизм Рима расцветал во времена наивысшей централизации Римской империи, а принятие монотеистического (условно) христианства совпало с её распадом.

## Список богов и их специализация, по описаниям XlX века и советского периода
Тха, Тхашхо (Тхьэшхуэ) — Великий бог, демиург, первосоздатель.
Список богов (второстепенных) -
Псатхьэ — бог живых, жизни (бог души)
Тхьэгъэлэдж — бог плодородия
Уащхъуэ — бог неба
Созерис — бог покровитель хлебопашцев. Пришествия его горцы ожидают и празднуют ежегодно в декабре, в одно время с нашим праздником Рождества Христа.
Ахин — бог покровитель рогатого скота. В известное время приводят в заповедную рощу корову и привязывают там к её рогам кусок хлеба и кусок сыра. Окрестные жители толпою сопровождают её в рощу и закалывают там; она и называется: ахинова корова, Ахин и Чеме тлерекуо.
Зекӏуэтхьэ — бог покровитель наездников. Его призывают на помощь перед набегами и дальними наездами.
Мезитх — бог покровитель леса. Его молят о счастливом успехе охоты. Горцы представляют себе его едущим верхом на кабане, у которого золотая щетина. По его мановению олени собираются в лесах и тогда девушки доят самок их.
Емишь — бог покровитель овец.
Тлепш — бог покровитель кузнецов и медицины. Ранее жил с нартами и помогал им. Он весьма уважаем в народе, так что имя его произносится и теперь в роде клятвы или божбы. Над раненными оружием поют песни, в которых призывается помощь Тлепша к излечению страждущего.
Хенегуаш — «дева вод морских».
Псегуаш — «дева вод речных». К ней прибегают с молением о дожде, большей частью весной.
Хятегуаш — «дева покровительница садов».
Тлохумишх и Шеберис — упоминаются во время молебствия, вслед за Созерисом. Так как им не приписывают никаких особых качеств, то можно полагать, что это суть второстепенные божества свиты Созериса или просто прикладные имена его.
Хакусташ — бог покровитель волов пахотных. Натухажцы и шапсуги почитают его своим гением хранителем.
Кодес — горцы представляют его себе в виде рыбы и приписывают ему силу, удерживающую море в пределах берегов.
Щыблэ — бог грозы. Человека убитого молнией адыги считали «святым», получившим знак небесного благоволения, его погребали на том самом месте, где он был убит. Даже животные, убитые молнией, хоронились также на месте смерти. В 1842 году Люлье, Леонтий Яковлевич лично наблюдал и позже подробно описал Обряд воздушного погребения, который был применён натухайцами в отношении трёх коз, убитых молнией.

## Анализ
Следует обратить внимание, что «боги» адыгов (черкесов) делятся[кем?] на две, принципиально разные группы:
1. Боги, не имеющие образа (Тхашхо, Уашхо, Псатха, Шибле).

2. Антропоморфные (человекоподобные) существа (Мазытха, Тлепш, Тхагаледж, и т. д.)
Уже этот факт не позволяет[кому?] выстроить адыгский пантеон в соответствии с греческим, в котором все боги — по сути существа одной природы.
Признавая этот момент, А. Шортанов, чьи работы явились базисными для обоснования адыгского политеизма, отмечал, что истинными, космогоническими богами черкесов являются только четыре: Тхашхо (Тхьэшхуэ), Псатха (Псатхьэ), Уашхо (Уащхъуэ) и Шиблэ (Щыблэ).
Остальные, по Шортанову, — это хтонические божества, говоря точнее — культурные герои, которые, по определению самого Шортанова, — люди.
А. Шортанов — театральный драматург, и не ставил задачу описания религии адыгов, ограничившись, вслед за Л. Люлье и другими, структурированием черкесской (адыгской) мифологии по образцу древнегреческой. Эта структуризация преподносилась в советский период как религия адыгов дохристианского периода.
Между тем очевидно[кому?], что культурные герои — это персонажи героического черкесского эпоса «Нарты», они не являются богами, и в эпосе описана даже смерть некоторых из них.
Часть «богов» — это прямые заимствования из греческой мифологии, часть — заимствования из христианской мифологии, часть появилась волею исследователей, заимствовавших их из черкесского эпоса, часть появилась по произволу самих исследователей (Губжегош у А. Шортанова и т. д.)
К примеру, Мэзытхьэ является результатом эволюции первоначально женского мифологического персонажа Мэз-гуащэ, и, конечно, богом не является, как и Псыхъуэ-гуащэ (мифологическая покровительница рек) и т.п.  Зекӏуэтхьэ — заимствованный из христианства Святой Георгий, покровитель путников, и т.д.
Рассмотрим отдельно «космогонические божества» (по А. Шортанову): Тхашхо (Тхьэшхуэ), Псатха (Псатхьэ), Шибле (Щыблэ) и Уашхо (Уащхъуэ).
Строгий анализ позволяет сделать вывод о том, что единственным богом адыгов является Тхьэ, Тхьэшхуэ (букв. Великий Тхьэ).
Действительно, Псатха (Псатхьэ) — это заимствованный из христианства «Святой дух». Он не имеет у адыгов никакого культа, да и упоминается только в одной пословице. Эпизод о председательстве Псатхьэ в винопитии на Эльбрусе, содержащийся в книге «Нарты», изданной в 1951 году (под редакцией У. Герандокова, Х. Эльбердова, А. Фокичева, А. Шогенцукова, А. Шортанова), не зафиксирован в архивах и не имеет подтверждения, в силу чего является фальсификацией. К тому же космогоническому (по тому же А. Шортанову) объекту придали антропоморфные черты. Очевидно[кому?], что составители издания по своему произволу заменили винопитие (санэхуафэ) нартов на винопитие богов.
Шибле (Щыблэ) — молния (букв.), но никак не «бог молнии». В частности, Ф. де Монпере отмечал, что у черкесов нет бога-громовержца. Обряды, сопровождавшие погребение убитого молнией, свидетельствуют не о силе «бога» Шибле, а о силе стихии молнии, и страх человека перед этим природным явлением. (В черкесских текстах говорится не о «боге Шибле», а о «Шибле» — молнии).
Уашхо (Уащхъуэ) — небо, небесный свод, а не какое-то отдельное божество. Обоснованием к причислению Уашхо к богам служит клятва «Уащхъуэ, мывэщхъуэ к1анэ!» (Синим Небом, кусочком синего камня (клянусь)!) Но, если исходить из этого, то на том же основании можно из русского „О, небеса!“ сделать вывод о наличии русского бога по имени „Небеса“, а у англичан, к примеру, „heaven“ по такой логике тоже придется считать английским богом. Буквальный перевод слово Уашхо означает Синее Небо. Клятва „Уашхъуэ“ есть клятва небом, а не персонифицированным богом.
В советские период была предпринята попытка представить бога Тхьэ двумя богами — Тхьэ и Тхьэшхуэ. Между тем, Тхьэшхуэ буквально означает „Тхьэ Великий“, и попытка представить Тхьэ и Тхьэшхуэ двумя богами нелепа по своей сути. Это все равно, что на основе арабского „Аллах“ и „Аллаху-акбар“ (букв. Великий Аллах») сделать вывод о существовании двух богов: Аллаха и Аллаха-акбара. Абсурдность такого подхода очевидна[кому?].
Таким образом, возвращая хтонические «божества» в мифологию, и объективно подходя к категориям Уашхо, Шибле и Псатха, следует сделать вывод о том, что единственным, действительным, космогоническим богом адыгов является Тхьа, Тхьашхо (Тхьэ, Тхьэшхуэ).